# Niko Luburić
Niko Luburić (Studenci, 21. studenoga 1951. – Mostar, 25. rujna 2020.) bio je hrvatski katolički svećenik, muzikolog i skladatelj.

## Životopis
Rođen je u Studencima, 21. studenog 1951., u obitelji Marka i Ljubice (rođ. Milićević). Završio je osnovnu školu u Studencima i Ljubuškom. Sjemenišnu klasičnu gimnaziju završio je u Splitu te filozofsko-teološki studij na Vrhbosanskoj katoličkoj teologiji u Sarajevu.
Nadbiskup Petar Čule zaredio ga je za svećenika u Šipovači 29. lipnja 1977. godine. Djelovao je kao župni vikar u Dračevu (1977. – 1979.), Kruševu (1979. – 1981.) i u katedrali u Mostaru (1981. – 1990.).
Godine 1993. diplomirao je na Institutu za crkvenu glazbu u Zagrebu temom „Duhovne popijevke iz Hercegovine”. Od 1993. do 2010. bio je profesor liturgijske glazbe na Vrhbosanskoj katoličkoj teologiji, a zatim profesor na Teološko-katehetskom institutu u Mostaru.
Bio je član Vijeća za liturgiju Biskupske konferencije Bosne i Hercegovine, Hrvatskoga društva crkvenih glazbenika u Zagrebu i HKD Napredak.

## Djela
- „Duhovne popijevke iz Hercegovine, Zagreb: 1994.; Notni zapisi litanija iz Hercegovine” (Zagreb, 2006.)
- „Da se ne zaboravi. Glazbena izvješća iz Sarajeva 1997.-2007.” (Sarajevo, 2008.)
- „Crkvene popijevke iz Hercegovine” (Zagreb–Sarajevo, 2010.)
- „Nove duhovne popijevke i neke prigodne (harmonizacije)” (Zagreb–Sarajevo, 2014.)
- „Da se ne zaboravi, II. knjiga. Glazbena izvješća iz Sarajeva i Mostara 2008.-2018.” (Zagreb, 2019.)

## Počasti
- Plaketa doživotnog člana HKD Napredak (Sarajevo, 2004.).[1]

### Članci
- Topić, Franjo. 2020. In memoriam - Don Niko Luburić (1951.-2020.). Vrhbosnensia. Univerzitet u Sarajevu – Katolički bogoslovni fakultet. Sarajevo. 24 (2): 464–468